# Clara Aguilera
Clara Aguilera García (Granada, 3 gennaio 1964) è una politica spagnola, europarlamentare nella IX legislatura.